# Olivier Levasseur

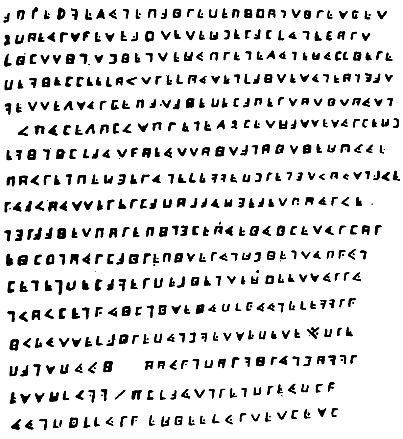
Het cryptogram van Olivier Levasseur

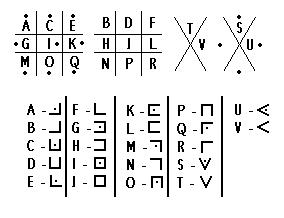
Alfabet van Olivier Levasseur

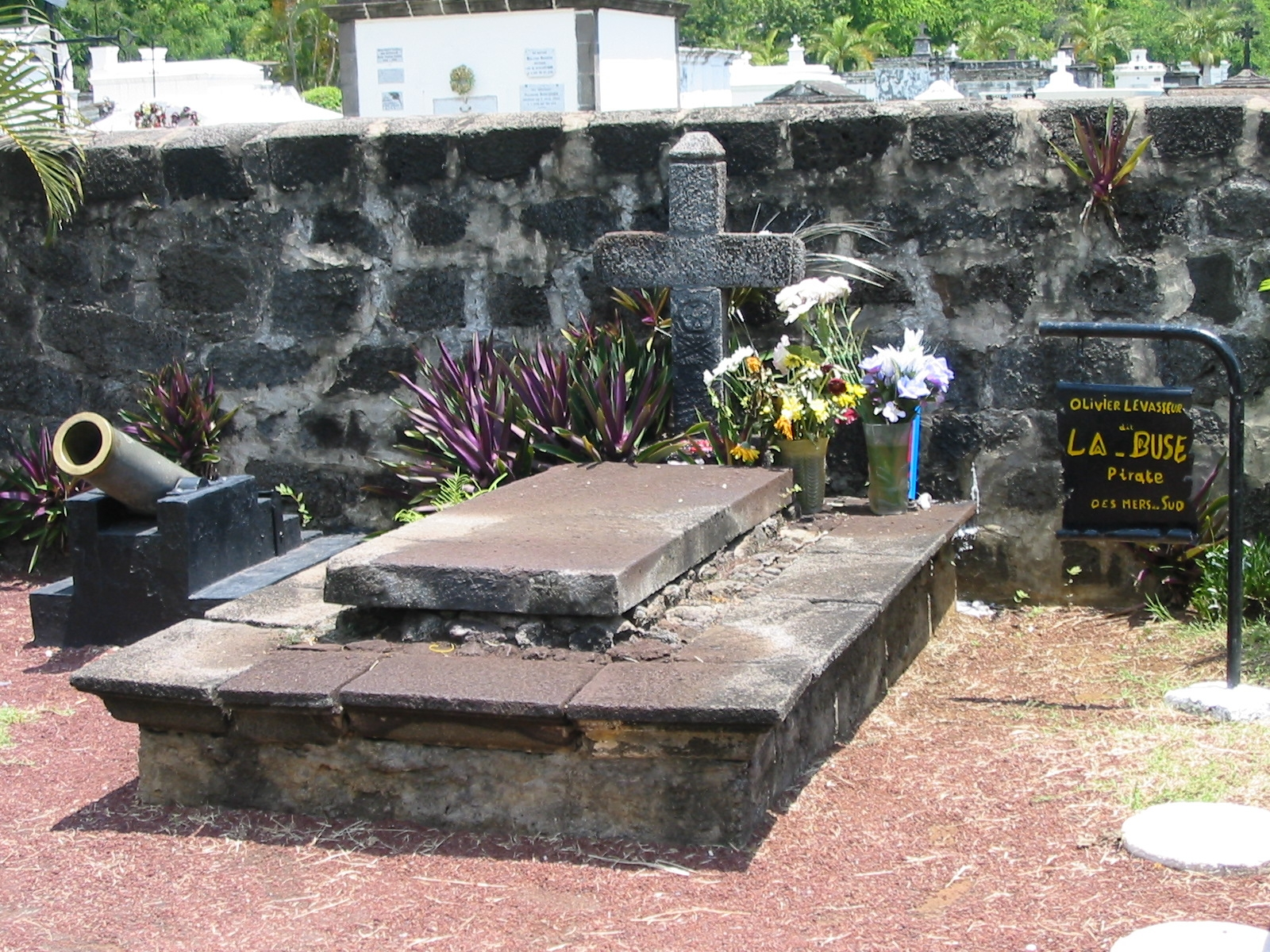
het graf van "La Buse" op Reunion.

Olivier Levasseur (Calais, circa 1680 - Réunion, 7 juli 1730), bijgenaamd De Buizerd (Frans: La Buse) was een piraat. Zijn naam duikt voor het eerst op in 1716, toen hij zich aansloot bij het gezelschap van Benjamin Hornigold, wat de start betekende van de gouden periode in de piraterij. Olivier kon goed klimmen en had aan één oog een litteken, waardoor hij niet goed zag.

## Overzicht
Volgens de Franse Historicus Charles de La Roncière was Levasseur afkomstig of geboren op het eiland Tortuga, dit baseerde hij op het feit dat hij wel familie moest zijn van Paul Levasseur een Franse kaper en François Levasseur, de eerste gouverneur van Tortuga.
Na een jaar van succesvol plunderen ontstonden er allerlei groepjes van piraten die hun eigen gang gingen, want kapitein Hornigold had er geen zin meer in.
Oliver besloot zijn maatje Samuel Bellamy te helpen met het kapen van de Whydah galyh. Nadat hij hoorde dat het schip vergaan was, hield hij zich een tijdje schuil op de Maagdeneilanden.
Gouverneur Woodes Rogers had een bevel uitgevaardigd om alle piraten in de Caraïben te arresteren. Levasseur besloot vervolgens om naar de West-Afrikaanse kust te varen om dit te voorkomen. Voor de kust van Ghana kwam hij Howell Davis met zijn schip tegen. Ze besloten samen de kust af te varen en na enkele dagen kwamen ze Thomas Cocklyn tegen. Met drie schepen overvielen ze diverse handelsschepen en bouwden een gestage buit op. Om onbekende reden viel de groep uiteen.
In 1720 leed De Buizerd schipbreuk in de Rode Zee en spoelde aan op het eiland Mayotte van de eilandengroep de Comoren. Hierdoor raakte zijn oog helemaal verminkt en besloot hij een ooglapje te gaan dragen.
Vanaf 1721 voerde hij zijn plundertochten uit vanaf Île Sainte-Marie vlak voor de kust van Madagaskar. Zijn grootste beschreven daad is het kapen van een Portugese galei Nossa Senhora do Cabo (De Maagd van de Kaap) vol met goud, robijnen en juwelen. Een groot gedeelte van de buit zou op Réunion liggen.
Tussen 1725 en 1730 nestelde hij zich op Réunion, waar hij op 7 juli 1730 zou zijn opgehangen.
De graftombe van la Buse kan men tegenwoordig gaan bezoeken op het "cimétiere marin" in Saint-Paul op la Réunion.

## De schat van de Buizerd
Volgens de legende zou Levasseur, toen hij op het schavot stond, een medaillon hebben gehad met daarin een cryptogram van 17 regels. Vlak voor zijn executie zou hij het medaillon in de menigte hebben gegooid met de woorden "Wie het kan, die vindt mijn schat".
Het is niet bekend wat er van het medaillon terecht is gekomen en vele schatjagers hebben geprobeerd zijn formidabele schat te vinden. De schattingen over de waarde van de schat lopen uiteen van enkele miljoenen euro's tot wel 150 miljoen euro.
In 1923 werden door ene mevrouw Savoy documenten gevonden die aangeven dat er ten zuiden van de eilandengroep de Seychellen een schat moet liggen van Olivier Levasseur. Op een van de documenten staan wat coördinatiepunten met een zelfgemaakt alfabet.

## In fictie
- De Buizerd komt voor in het Suske en Wiske-album De komieke Coco.
- In de Roodbaard-strip De Piraat van de Genaadeloos wordt de historische Levasseur ook besproken. Zo wordt verteld dat Levasseur bij het kapen van een schip vaak op een listige manier als derde schip ertussen kwam, als er twee met elkaar in gevecht waren. Zo kon hij al beschadigde schepen van hun rijke lading ontdoen. Volgens het album zou hij ook zo aan zijn bijnaam "De Buizerd" zijn gekomen. In het album draait het vooral rond Anna Levasseur, zijn dochter, die voor het album bedacht is.
- Tevens is er ook een karakter van hem in het spel Assassin's Creed Pirates voor iOS en Android.
- De autoshow The Grand Tour met Jeremy Clarkson, James May en Richard Hammond heeft een aflevering besteed aan het zoeken van Levasseurs' schat op Madagaskar. Deze poging bleek onsuccesvol.